# Oh les femmes !
Pour plus de détails, voir Fiche technique et Distribution.
Oh les femmes ! (ou Max et les femmes) est un court métrage français muet réalisé par Max Linder en 1912.

## Fiche technique
- Titre :  Oh les femmes !
- Titre alternatif : Max et les femmes
- Réalisation : Max Linder
- Conseiller technique : René Leprince
- Scénario : Max Linder
- Société de production : Pathé Frères
- Société de distribution : Pathé Frères
- Pays d'origine : France
- Métrage : 150 m
- Format : Noir et blanc — 35 mm — 1,33:1 — Muet
- Genre : Comédie
- Durée : 5 minutes
- Dates de sortie : 
  -  France : 9 août 1912

## Distribution
- Max Linder : Max
- Suzy Depsy